# Марио Анчић
Марио Анчић (Сплит, 30. март 1984) бивши је хрватски тенисер. Професионално је почео да се бави тенисом 2001. године са 16 година, а већ са 17 се квалификовао на Вимблдон и у првом колу поразио Роџера Федерера. Тиме је постао једини тенисер света, осим Бјерн Борга који је успео да као тинејџер победи на Централном терену Вимблдона.
Анчић и његов сународник Иван Љубичић постали су и први пар у историји Дејвис купа којем је пошло за руком да победе америчку комбинацију Боб и Мајк Брајан. Анчић је помогао Хрватској да освоји Дејвис куп 2005. када је поново с Љубичићем тријумфовао над словачким представницима у Дејвис купу.
Анчић је 19. фебруара 2011. најавио да се повлачи из света професионалног тениса због мононуклеозе и повреде леђа. Каријеру је окончао са 3 титуле, 208 победа и 135 пораза.

## Тениска каријера

### Јуниор
Марио Анчић је рођен у Сплиту као други син Стипе Анчића, власника ланца супермаркета, и Нилде Анчић, запослене као финансијски саветник. Има старијег брата Ивицу, који путује и ради са њим, и млађу сестру Сању, такође тенисерку. Анчић је почео да игра тенис са 7 година. Са 10 година је почео да тренира са хрватским тениским шампионом Гораном Иванишевићем. Као јуниор је тренирао у тениском клубу „Фируле” у Сплиту.
У своје време је био један од водећих јуниорских тенисера. Године 1999. представљао је Хрватску на НЕЦ Светском омладинском купу у тенису. Марио је умногоме помогао тениској репрезентацији Хрватске на Дејвис купу, где је добро одиграо, али изгубио од Португалца Жоаоа Куња-Силве без добијеног сета. Завршио је своју прву годину као јуниор на 24. месту.
Анчић је успешно наставио јуниорску каријеру у 2000. години, стигавши до финала јуниорског Вимблдона, где је изгубио од Николе Маија из Француске у три сета. Био је и финалиста јуниорског Отвореног првенства Аустралије и полуфиналиста јуниорског Отвореног првенства САД, где је у оба случаја изгубио од младог Американца Ендија Родика. Исте године освојио је свој први фјучерс у Загребу, победивши Иву Карловића у финалу. После победе хрватског тениског тима над Летонијом на Дејвис купу, Марио Анчић је завршио годину међу првих пет јуниора — на 4. месту.
Године 2000. Анчић је играо заједно са Гораном Иванишевићем у дублу на Олимпијским играма у Сиднеју где су испали у првом колу. Следеће године је стигао до финала фјучерса у Кини и Канади. Године 2002. Марио је постигао свој најбољи резултат као јуниор, са односом победа и пораза на челинџерима од 30—16. Те године постаје и шампион Београда, поразивши у финалу Ненада Зимоњића из Србије и Црне Горе.

### Почетак АТП каријере
Марио је први пут, као професионални тенисер, наступио у Мајамију где је изгубио већ у првом колу од Адријана Воинеа. Као утеху за тај пораз, исте сезоне се квалификовао на Вимблдон где је у првом колу успешно савладао тада 9. тенисера света Роџера Федерера и то на Централном терену. Британски медији доделили су му надимак New Goran (Нови Горан) након меча. Годину 2002. завршио је са титулама у Прагу и Милану. На крају сезоне 2002, Марио је — са 18 година и 8 месеци — био најмлађи тенисер на АТП листи међу првих 100.

### 2003.
Године 2003. Анчић је доспео на Отворено првенство Аустралије, стигао до четвртог кола (осмина финала) и тамо био поражен од Хуана Карлоса Ферера. Већ следеће недеље сусрео се са Рафаелом Надалом из Шпаније у финалу на челенџеру у Хамбургу и победио га. Стигао је и до свог првог четвртфинала у Сент Поелтену и завршио сезону четвртфиналом у Стокхолму. Освојио је своју прву АТП титулу у игри парова у Индијанаполису, заједно са својим партнером из Израела Ендијем Рамом.

### 2004.
Анчић је 2004. годину започео наступом на Отвореном првенству Аустралије, где је стигао до трећег кола, у ком га је зауставио домаћи играч Аустралијанац Марк Филипусис. Вратио се у акцију у Милану где је забележио победе над Фабрисом Сантором, Рафаелом Надалом, Томијем Робредом и Томасом Јохансоном и стигао до првог финала неког АТП турнира, али на крају је ту поражен од Француза Антонија Дупуе у три сета, изгубивши у тај-брејку трећи сет.
Те године Марио је остварио своје најбоље резултате на трави. Јун те године обележен је за њега трећим колом у Квинс Клабу где је изгубио од Ендија Родика, а јул пласирањем у полуфинале и поразом од Аргентинца Гиљерма Корије. На Вимблдону се добро показао победивши локалног фаворита Тима Хенмана који му је препречио пут ка полуфиналу, где га је очекивао Родик и од кога је изгубио у четири сета. На Олимпијским играма у Атини се удружио са Иваном Љубичићем да би освојили бронзану медаљу за Хрватску у дублу, после победе над индијском комбинацијом Махеш Бупати - Леандер Паес, око којих су се добро намучили играјући трећи сет (16:14). У септембру је Марио стигао до полуфинала Дејлреј Бича, које је изгубио од Рикарда Мелоа из Бразила.

### 2005.
Године 2005. Анчић се поправио на АТП листи, освојивши турнир у Хертохенбосу где је успео да порази браниоца титуле Микаела Љодру. На Отвореном првенству Аустралије је изгубио у трећем колу од каснијег шампиона Марата Сафина у четири сета. Фебруара те године стигао је до полуфинала у Марсеју (изгубио је од Љубичића) и у Ротердаму (изгубио је од светског броја један Роџера Федерера). Наставио је истим путем стигавши до финала у Скотсдејлу, где је изгубио од Вејна Артурса. Није успео да понови прошлогодишњи успех на Вимблдону, после пораза од Шпанца Фелисијана Лопеза у четвртом колу.
У Јапану је Марио успео да стигне до финала Токија. Ипак, чак ни после две меч лопте није успео да порази свог упорног противника, Јужноафриканца Вејна Артурса и на крају је и изгубио тај меч. Стигао је још и до четвртфинала у Лиону, где је изгубио од Ендија Родика, који је касније и освојио тај турнир. У дублу је стигао до своје друге АТП титуле, и то у Минхену заједно са Аустријанцем Јулијаном Кновлом.
Анчић је 2005. завршио победом у одлучујућем дербију на Дејвис купу у Братислави, између Хрватске и Словачке. Поразивши Словака Михаела Мертинака у три сета донео је својој земљи први трофеј Дејвис купа.

### 2006.
Анчић почиње 2006. на доброј нози, и на свом другом турниру те године у Окланду, у четвртфиналу успева да елиминише првог носиоца, Чилеанца Фернанда Гонзалеса. Ипак, није био у могућности да поново освоји тај турнир, пошто га је у два сета у финалу поразио Финац Јарко Нијеминен.
На Отвореном првенству Аустралије успео је да стигне до трећег кола, где је изгубио у три сета од тада 10. тенисера света Давида Ферера. У првој рунди на Дејвис купу успева да победи Јиргена Мелцера из Аустрије у 5 сетова, 6:7, 6:7, 6:4, 6:4, 6:3. У Марсеју Марио је стигао до финала (успут победивши и сународника Љубичића), где не успева да савлада Арнауда Клемона, већ губи од њега у три сета. У Ротердаму се поново сусрео са Ниеменом и још једном је изгубио, овај пут у само два сета.
Ролан Гарос је за Анчића те године обележен четвртфиналом где бива елиминисан у дуелу са Роџером Федерером. На овом гренд слему десио се и један мали инцидент у мечу у ком је Марио играо против Паула Капдевиле из Чилеа у другом колу. Чилеанац је тај меч изгубио, па је одлучио да протестује и почео да се свађа са судијама. Анчић му је рекао да се смири и да престане да кука, а Капдевили му је одговорио да то није његов посао и да се не меша. Затим га је Анчић гурнуо, Капдевил је одговорио истом мером, па су двојица главних судија морали да их раздвајају. Анчић и Капдевил су морали да плате казну од 3.000 долара због овога. После тога је Анчић наставио у добром ритму, поразио Алберта Монтањеса и Томија Робреда из Шпаније и стигао до свог првог четвртфинала Ролан Гароса, где је изгубио од светског броја 1.
Анчић је поправио своје резултате на тврдим подлогама америчке Мастерс серије у Индијан Велсу и Наздеку – где је стигао до четвртог кола односно четвртфинала. После тога је изгубио од Ивана Љубичића у Калифорнији, а од Давида Налбандијана на Флориди. На Мастерсу у Хамбургу стигао је до полуфинала, али је на томе и остао након пораза од Томија Робреда, који је касније и освојио титулу (победом над Радеком Штјепанеком у три сета).
На Вимблдону, Марио је поновио успех са Ролан Гароса, још једном стигао до четвртфинала и још једном елиминисан од Федерера. После Вимблдона пропустио је турнире у САД, укључујући и Отворено првенство САД, услед повреде колена коју је задобио док се возао на џет-скију у хварском акваторијуму. После тога је био финалиста Отвореног првенства Кине у синглу (изгубио од Кипранина Маркоса Багдатиса 6:4, 6:0), а победник у дублу у пару са Бупатијем.
Дана 29. октобра те године освојио је трећу титулу у каријери, победом над Томасом Јохансоном из Шведске 7:5, 7:6(2) на Отвореном првенству Санкт Петербурга.
Завршио је сезону на 9. месту АТП листе, не изборивши пласман на Мастерс куп у Шангају.

### 2007.
Нову годину Марио је почео игром мешовитих парова са својом млађом сестром Сањом на званичном ИТФ Хопман купу у Перту, Аустралија. Такође је учествовао и на Хајнекен опену на Новом Зеланду, где је прошле године био финалиста, а ове године је стигао тек до друге рунде у којој га је у 2 сета поразио Марди Фиш.
На Отворено првенство Аустралије где дошао као 9. носилац, забележио је победе над Го Соедом и Гиљермом Гарсијом-Лопезом. У трећој рунди успео је да елиминише Доминика Хрбатија из Словачке 6:3, 6:2, 6:1 па га је у осмини финала очекивао шести носилац Енди Родик. Анчић је добро играо против Американца и успео да се избори за частан пораз изгубивши у 5 сетова 3:6, 6:3, 1:6, 7:5, 4:6. У петом сету, Марио је пропустио да добро одигра чак 5 волеја, што се касније одразило и на резултат.
На турниру Опен 13 Марио је због болести предао меч у првом колу Андреасу Сепију, после четири изгубљена гема. Касније се утврдило да пати од мононуклеозе, због чега је пропустио да игра следећих пар месеци. Због болести је пропустио пет турнира мастерс серије и два гренд слема (Вимблдон и Ролан Гарос). Покушао је да се врати на АТП турнире у јулу на шампионату у Њупорту, али је морао да се повуче. Недељу дана касније се окушао на турниру у Лос Анђелесу, али је још једном морао да се преда.
У игру се коначно вратио у августу на Канада Мастерсу у Монтреалу, где је успео да победи домаћина, Канађанина Фредерика Немјера у првој рунди 6:4, 6:2. Касније је изгубио у другом колу од Пола Анрија Матјеа. Наставио је истим током на Мастерсу у Синсинатију, у првом колу поразио 12. носиоца Томија Хаса, а у другом га је почистио Јирген Мелцер у тај-бреку у трећем сету.
Анчић је требало да директно уђе на Пилот Пен тениском турнир у Њу Хејвену, али је одлучио да прво одигра квалификације. После тога је успешно победио у три кола на том турниру, да би га на крају у четвртом колу елиминисао други рекет Швајцарске Станислас Вавринка 7:6, 6:4.
Марио није играо на Отвореном првенству САД због повреде рамена. Колале су се гласине да је поломио једну малу кошчицу у рамену док је вежбао за предстојећи гренд слем. У октобру се вратио на терен и стигао до четвртфинала на Стокхолм опену, где га је поразио Томас Јохансон (каснији финалиста) у три сета.
Најбоље резултате 2007. године је остварио на турниру Мутуа Мадрилена у Мадриду, где је елиминисао Марка Гикуела 6:4, 6:2, светског броја 8. Џејмса Блејка 6:3, 6:4 и Пола Анрија Матјеа 6:4, 6:3, да би га на крају победио Новак Ђоковић, без изгубљеног сета.

### 2008.
На почетку године Анчић се поново разболео, овај пут од стомачног вируса. То га је натерало да пропусти турнире у Адеалиди, Окланду и Отворено првенство Аустралије 2008. Учествовао је на свом првом турниру у Марсеју, где је стигао до финала, а успут је тријумфовао над финалистом отвореног првенства Аустралије Жо-Вилфрида Цонгом и Маркосом Багдатисом. На крају га је поразио у два сета Енди Мари.
На турниру Пацифик лајф опен, Анчић је забележио успехе у дуелима са Гаелом Монфилсом и Фернандом Гонзалесом, да би га касније у трећем колу поразио бивши број 1 на АТП листи Шпанац Хуан Карлос Фереро 7:5, 4:6, 7:6(7).
На турниру који организује Сони Ериксон у Мајамију успео је да победи Жила Симона у првој рунди 6:2, 6:7(5), 7:6(3). Затим је у тешком мечу против Ендија Марија забележио још једну победу 6:2, 2:6, 7:6(7). У том мечу је успео да спаси две меч лопте. У трећем колу је поразио Аргентинца Хуана Монака 7:6(5), 4:6, 6:1. Учешће је завршио у осмини финала, у ком га је савладао четврти на АТП листи Николај Давиденко у три сета.
Марио је на Ролан Гаросу 2008. стигао до трећег кола, где је изгубио од тадашњег првог тенисера света Роџера Федерера.
Заједно са Јиргеном Мелцером, Анчић је освојио титулу у дублу на Ордина опену резултатом 7:6(5), 6:3.
Вимблдон те године био је препун преокрета за Анчића. Успео је да стигне до четвртог кола после меча у трећем колу против Давида Ферера, који је добио резултатом 6:4, 6:4, 6:7(5), 7:6(3). Затим је играо против 22. пласираног тенисера света Фернанда Вердаска. После вођства Вердаска од 2:0 у сетовима, Марио се вратио у меч, изједначио на 2:2, а затим и тријумфовао на мечу пошто је освојио маратонски пети сет резултатом 13:11. Коначни резултат тог меча био је 3:6, 4:6, 6:3, 6:4, 13:11). У четвртфиналу је играо против каснијег финалисте, Роџера Федерера и изгубио 6:1, 7:5, 6:4.
У првом колу Роџерс купа 2008. изгубио је од домаћина Френка Данчевића, који је дошао на турнир преко специјалне позивнице.

### Покушај повратка и повлачење
Анчић је 2009. године најавио да планира да се у јануару 2010. врати на терен на неколико европских АТП челенџерима. Његов најбољи резултат је било финале на једном фјучерсу у САД.
Први већи турнир на ком је играо био је Отворено првенство Индијан Велса 2010. године где је стигао до трећег кола након победа над Бобијем Рејнолдсом и Жилијена Бенетоа, али је изгубио од Надала 6:2, 6:2. Није имао више успеха следеће недеље на мастерсу у Мајамију, где је испао у првој рунди од Жеремија Шардија. Анчић је наставио да игра челенџере без већег успеха.
Анчић је 19. фебруара 2011. најавио да се повлачи из света професионалног тениса због мононуклеозе и озледе леђа. Окончао је своју каријеру са 3 титуле, 200 победа и 135 пораза.
Током 2017. године кратко је био тренер и подршка у стручном штабу српског тенисера Новака Ђоковића.

## Стил игре
Марио Анчић је десноруки тенисер са дворучним бекхендом. Игра подједнако добро на свим подлогама што га чини изузетно тешким противником, где год да игра. Има снажан сервис што га чини способним да у мечу одигра доста асева. На трави и брзим подлогама су му специјалност волеји, док на спорим подлогама најбоље игра на мрежи. Анчић преферира да осваја поене на добар сервис, него у току класичног добацивања форхенд-бекхенд, јер постоји много противника који то раде боље и агресивније од њега.

## Мечеви за олимпијске медаље

### Парови: 1 (1–0)
| Исход  | Година | Турнир                  | Подлога | Партнер      | Противници                | Резултат             |
| ------ | ------ | ----------------------- | ------- | ------------ | ------------------------- | -------------------- |
| Бронза | 2004.  | Олимпијске игре у Атини | Тврда   | Иван Љубичић | Махеш Бупати Леандер Паес | 7–6(7–5), 4–6, 16–14 |

## АТП финала

### Појединачно: 11 (3–8)
| Легенда                        |
| ------------------------------ |
| Гренд слем турнири (0–0)       |
| Завршно првенство сезоне (0–0) |
| АТП мастерс 1000 (0–0)         |
| АТП 500 (0–1)                  |
| АТП 250 (3–7)                  |

| Финала по подлози |
| ----------------- |
| Тврда (0–7)       |
| Шљака (0–0)       |
| Трава (2–0)       |
| Тепих (1–1)       |

| Финала по локацији |
| ------------------ |
| Отворено (2–4)     |
| Дворана (1–4)      |

| Исход     | Бр. | Датум               | Турнир                     | Подлога   | Противник       | Резултат                  |
| --------- | --- | ------------------- | -------------------------- | --------- | --------------- | ------------------------- |
| Финалиста | 1.  | 15. фебруар 2004.   | Милано, Италија            | Тепих (д) | Антони Дипи     | 4–6, 7–6(14–12), 6–7(5–7) |
| Финалиста | 2.  | 27. фебруар 2005.   | Скотсдејл, САД             | Тврда     | Вејн Артурс     | 5–7, 3–6                  |
| Победник  | 1.  | 19. јун 2005.       | Хертогенбос, Холандија     | Трава     | Микаел Љодра    | 7–5, 6–4                  |
| Финалиста | 3.  | 9. октобар 2005.    | Токио, Јапан               | Тврда     | Весли Муди      | 6–1, 6–7(7–9), 4–6        |
| Финалиста | 4.  | 14. јануар 2006.    | Окланд, Нови Зеланд        | Тврда     | Јарко Нијеминен | 2–6, 2–6                  |
| Финалиста | 5.  | 19. фебруар 2006.   | Марсеј, Француска          | Тврда (д) | Арно Клеман     | 4–6, 2–6                  |
| Победник  | 2.  | 24. јун 2006.       | Хертогенбос, Холандија (2) | Трава     | Јан Херних      | 6–0, 5–7, 7–5             |
| Финалиста | 6.  | 17. септембар 2006. | Пекинг, Кина               | Тврда     | Маркос Багдатис | 4–6, 0–6                  |
| Победник  | 3.  | 29. октобар 2006.   | Санкт Петербург, Русија    | Тепих (д) | Томас Јохансон  | 7–5, 7–6(7–2)             |
| Финалиста | 7.  | 17. фебруар 2008.   | Марсеј, Француска (2)      | Тврда (д) | Енди Мари       | 3–6, 4–6                  |
| Финалиста | 8.  | 8. фебруар 2009.    | Загреб, Хрватска           | Тврда (д) | Марин Чилић     | 3–6, 4–6                  |

### Парови: 5 (5–0)
| Легенда                        |
| ------------------------------ |
| Гренд слем турнири (0–0)       |
| Завршно првенство сезоне (0–0) |
| АТП мастерс 1000 (0–0)         |
| АТП 500 (0–0)                  |
| АТП 250 (5–0)                  |

| Финала по подлози |
| ----------------- |
| Тврда (3–0)       |
| Шљака (1–0)       |
| Трава (1–0)       |
| Тепих (0–0)       |

| Финала по локацији |
| ------------------ |
| Отворено (5–0)     |
| Дворана (0–0)      |

| Исход    | Бр. | Датум               | Турнир                 | Подлога | Партнер       | Противници                      | Резултат              |
| -------- | --- | ------------------- | ---------------------- | ------- | ------------- | ------------------------------- | --------------------- |
| Победник | 1.  | 27. јул 2003.       | Индијанаполис, САД     | Тврда   | Анди Рам      | Дијего Ајала Роби Џинепри       | 2–6, 7–6(7–3), 7–5    |
| Победник | 2.  | 1. мај 2005.        | Минхен, Немачка        | Шљака   | Јулијан Ноул  | Флоријан Мајер Александар Васке | 6–3, 1–6, 6–3         |
| Победник | 3.  | 17. септембар 2006. | Пекинг, Кина           | Тврда   | Махеш Бупати  | Михаел Берер Кенет Карлсен      | 6–4, 6–3              |
| Победник | 4.  | 2. октобар 2006.    | Мумбај, Индија         | Тврда   | Махеш Бупати  | Рохан Бопана Мустафа Гоус       | 6–4, 6–7(6–8), [10–8] |
| Победник | 5.  | 21. јун 2008.       | Хертогенбос, Холандија | Трава   | Јирген Мелцер | Махеш Бупати Леандер Паес       | 7–6(7–5), 6–3         |

## Финала АТП челенџера и ИТФ фјучерса

### Појединачно: 10 (5–5)
| Легенда         |
| --------------- |
| Челенџери (4–2) |
| Фјучерси (1–3)  |

| Финала по подлози |
| ----------------- |
| Тврда (2–4)       |
| Шљака (0–0)       |
| Трава (0–0)       |
| Тепих (3–1)       |

| Финала по локацији |
| ------------------ |
| Отворено (0–4)     |
| Дворана (5–1)      |

| Исход     | Бр. | Датум              | Турнир                  | Подлога   | Противник      | Резултат            |
| --------- | --- | ------------------ | ----------------------- | --------- | -------------- | ------------------- |
| Победник  | 1.  | 27. фебруар 2000.  | Загреб, Хрватска, F2    | Тврда (д) | Иво Карловић   | 7–6(16–14), 6–4     |
| Финалиста | 1.  | 12. мај 2001.      | Куенминг, Кина, F2      | Тврда     | Ивес Алегро    | 4–6, 6–7(4–7)       |
| Финалиста | 2.  | 1. јул 2001.       | Лашин, Канада, F3       | Тврда     | Бенжамен Касењ | 6–7(3–7), 5–7       |
| Победник  | 2.  | 10. фебруар 2002.  | Београд, СР Југославија | Тепих (д) | Ненад Зимоњић  | 6–2, 6–3            |
| Финалиста | 3.  | 3. март 2002.      | Хо Ши Мин, Вијетнам     | Тврда     | Такао Сузуки   | 4–6, 3–6            |
| Финалиста | 4.  | 10. март 2002.     | Кјото, Јапан            | Тепих (д) | Такао Сузуки   | 7–6(7–4), 2–6, 2–6  |
| Победник  | 3.  | 24. новембар 2002. | Праг 2, Чешка           | Тврда (д) | Жером Голмар   | 6–1, 6–1            |
| Победник  | 4.  | 1. децембар 2002.  | Милано, Италија         | Тепих (д) | Грегори Караз  | 4–6, 6–3, 7–6(10–8) |
| Победник  | 5.  | 2. фебруар 2003.   | Хамбург, Немачка        | Тепих (д) | Рафаел Надал   | 6–2, 6–3            |
| Финалиста | 5.  | 7. март 2010.      | Макален, САД, F7        | Тврда     | Артјом Ситак   | 1–6, 4–6            |

### Парови: 7 (3–4)
| Легенда         |
| --------------- |
| Челенџери (2–3) |
| Фјучерси (1–1)  |

| Финала по подлози |
| ----------------- |
| Тврда (2–3)       |
| Шљака (1–0)       |
| Трава (0–0)       |
| Тепих (0–1)       |

| Финала по локацији |
| ------------------ |
| Отворено (1–1)     |
| Дворана (2–3)      |

| Исход     | Бр. | Датум              | Турнир               | Подлога   | Партнер        | Противници                               | Резултат               |
| --------- | --- | ------------------ | -------------------- | --------- | -------------- | ---------------------------------------- | ---------------------- |
| Победник  | 1.  | 20. фебруар 2000.  | Загреб, Хрватска, F1 | Тврда (д) | Ивица Анчић    | Роко Каранушић Жељко Крајан              | 6–4, 5–7, 7–5          |
| Финалиста | 1.  | 27. мај 2001.      | Фукуока, Јапан, F5   | Тврда     | Ивица Анчић    | Јаоки Иши Такахиро Терачи                | 4–6, 3–6               |
| Финалиста | 2.  | 10. март 2002.     | Кјото, Јапан         | Тепих (д) | Ловро Зовко    | Туомас Кетола Александар Васке           | 4–6, 4–6               |
| Победник  | 2.  | 17. новембар 2002. | Хелсинки, Финска     | Тврда (д) | Ловро Зовко    | Александар Китинов Џим Томас             | 7–6(8–6), 4–6, 6–3     |
| Финалиста | 3.  | 9. новембар 2003.  | Братислава, Словачка | Тврда (д) | Мартин Гарсија | Јонатан Ерлих Харел Леви                 | 6–7(7–9), 3–6          |
| Финалиста | 4.  | 31. јануар 2010.   | Хајлброн, Немачка    | Тврда (д) | Ловро Зовко    | Санчаи Ративатана Сончат Ративатана      | 4–6, 5–7               |
| Победник  | 3.  | 24. април 2010.    | Рим, Италија         | Шљака     | Иван Додиг     | Хуан Пабло Бжежицки Рубен Рамирез Идалго | 4–6, 7–6(10–8), [10–4] |

## Остала финала

### Тимска такмичења: 2 (2–0)
| Исход    | Бр. | Датум               | Турнир                               | Подлога   | Партнери                                   | Противници                                                   | Резултат |
| -------- | --- | ------------------- | ------------------------------------ | --------- | ------------------------------------------ | ------------------------------------------------------------ | -------- |
| Победник | 1.  | 2–4. децембар 2005. | Дејвис куп, Братислава, Словачка     | Тврда (д) | Иван Љубичић Иво Карловић Горан Иванишевић | Доминик Хрбати Карол Бек Михал Мертинак Карол Кучера         | 3–2      |
| Победник | 2.  | 27. мај 2006.       | Екипно првенство, Диселдорф, Немачка | Шљака     | Иван Љубичић Иво Карловић                  | Никола Кифер Филип Колшрајбер Александар Васке Михаел Колман | 2–1      |

## Учинци на турнирима

### Појединачно
| Легенда | Легенда                                    | Легенда | Легенда                          |
| ------- | ------------------------------------------ | ------- | -------------------------------- |
| О/И     | однос освајања турнира и играња на турниру | Поб–пор | однос побједа и пораза           |
| НО      | турнир није одржан те године               | Н       | није учествовао на турниру       |
| КВ      | изгубио у квалификацијама                  | 1К      | изгубио у првом колу             |
| 2К      | изгубио у другом колу                      | 3К      | изгубио у трећем колу            |
| 4К      | изгубио у четвртом колу                    | ГФ      | изгубио у групној фази такмичења |
| ЧФ      | изгубио у четвртфиналу                     | ПФ      | изгубио у полуфиналу             |
| Ф       | изгубио у финалу                           | П       | освојио турнир                   |

| Година                   | 1999.                | 2000.                | 2001.                | 2002.                | 2003.                | 2004.                | 2005.                | 2006. | 2007.                | 2008.                | 2009.                | 2010.                | О/И         | Поб–пор     | %           |
| ------------------------ | -------------------- | -------------------- | -------------------- | -------------------- | -------------------- | -------------------- | -------------------- | ----- | -------------------- | -------------------- | -------------------- | -------------------- | ----------- | ----------- | ----------- |
| Гренд слем турнири       |                      |                      |                      |                      |                      |                      |                      |       |                      |                      |                      |                      |             |             |             |
| ОП Аустралије            | Н                    | Н                    | Н                    | Н                    | 4K                   | 3K                   | 3K                   | 3K    | 4K                   | Н                    | 3K                   | Н                    | 0 / 6       | 14–6        | 70%         |
| Ролан Гарос              | Н                    | Н                    | Н                    | КВ1                  | 2K                   | 3K                   | 3K                   | ЧФ    | Н                    | 3K                   | Н                    | Н                    | 0 / 5       | 11–5        | 69%         |
| Вимблдон                 | Н                    | Н                    | Н                    | 2K                   | 1K                   | ПФ                   | 4K                   | ЧФ    | Н                    | ЧФ                   | Н                    | Н                    | 0 / 6       | 17–6        | 74%         |
| ОП САД                   | Н                    | Н                    | Н                    | 1K                   | 1K                   | 1K                   | 2K                   | Н     | Н                    | Н                    | Н                    | Н                    | 0 / 4       | 1–4         | 20%         |
| Поб–пор на г. с.         | 0–0                  | 0–0                  | 0–0                  | 1–2                  | 4–4                  | 9–4                  | 8–4                  | 10–3  | 3–1                  | 6–2                  | 2–1                  | 0–0                  | 0 / 21      | 43–21       | 67%         |
| Завршно првенство сезоне |                      |                      |                      |                      |                      |                      |                      |       |                      |                      |                      |                      |             |             |             |
| Мастерс куп              | Није се квалификовао | Није се квалификовао | Није се квалификовао | Није се квалификовао | Није се квалификовао | Није се квалификовао | Није се квалификовао | Зам.  | Није се квалификовао | Није се квалификовао | Није се квалификовао | Није се квалификовао | 0 / 0       | 0–0         | 0%          |
| Репрезентација           |                      |                      |                      |                      |                      |                      |                      |       |                      |                      |                      |                      |             |             |             |
| Олимпијске игре          | НО                   | Н                    | НО                   | НО                   | НО                   | 1К                   | НО                   | НО    | НО                   | Н                    | НО                   | НО                   | 0 / 1       | 0–1         | 0%          |
| Екипно првенство         | Н                    | Н                    | Н                    | Н                    | Н                    | Н                    | Н                    | П     | Н                    | Н                    | Н                    | Н                    | 1 / 1       | 2–0         | 100%        |
| Хопман куп               | Н                    | Н                    | Н                    | Н                    | Н                    | Н                    | Н                    | Н     | ГФ                   | Н                    | Н                    | Н                    | 0 / 1       | 2–1         | 67%         |
| Дејвис куп               | Г1                   | Г2                   | ПО                   | Н                    | ЧФ                   | 1К                   | П                    | ЧФ    | 1К                   | ПО                   | ПФ                   | Н                    | 1 / 6       | 13–11       | 54%         |
| Поб–пор                  | 0–1                  | 3–0                  | 1–0                  | 0–0                  | 1–3                  | 1–3                  | 2–4                  | 3–0   | 2–2                  | 3–0                  | 1–0                  | 0–0                  | 2 / 9       | 17–13       | 57%         |
| АТП Мастерс 1000 серија  |                      |                      |                      |                      |                      |                      |                      |       |                      |                      |                      |                      |             |             |             |
| Индијан Велс             | Н                    | Н                    | Н                    | Н                    | 1К                   | 1К                   | 2К                   | 4К    | Н                    | 3К                   | 2К                   | 3К                   | 0 / 7       | 6–7         | 46%         |
| Мајами                   | Н                    | Н                    | Н                    | 1К                   | 1К                   | КВ1                  | 4К                   | ЧФ    | Н                    | 4К                   | Н                    | 1К                   | 0 / 6       | 8–6         | 57%         |
| Монте Карло              | Н                    | Н                    | Н                    | Н                    | КВ1                  | Н                    | 2К                   | Н     | Н                    | 2К                   | Н                    | Н                    | 0 / 2       | 2–2         | 50%         |
| Мадрид                   | НО                   | НО                   | НО                   | Н                    | Н                    | 1К                   | 2К                   | 2К    | ЧФ                   | Н                    | Н                    | Н                    | 0 / 4       | 3–4         | 43%         |
| Рим                      | Н                    | Н                    | Н                    | Н                    | КВ1                  | 1К                   | 1К                   | ЧФ    | Н                    | 2К                   | Н                    | Н                    | 0 / 4       | 4–4         | 50%         |
| Канада                   | Н                    | Н                    | Н                    | Н                    | 1К                   | Н                    | 3К                   | Н     | 2К                   | 1К                   | Н                    | Н                    | 0 / 4       | 3–4         | 43%         |
| Синсинати                | Н                    | Н                    | Н                    | Н                    | КВ1                  | Н                    | 3К                   | Н     | 2К                   | Н                    | Н                    | Н                    | 0 / 2       | 3–2         | 60%         |
| Париз                    | Н                    | Н                    | Н                    | Н                    | Н                    | 1К                   | 2К                   | ЧФ    | 2К                   | 2К                   | Н                    | Н                    | 0 / 5       | 4–5         | 44%         |
| Хамбург                  | Н                    | Н                    | Н                    | Н                    | КВ1                  | Н                    | 3К                   | ПФ    | Н                    | Н                    | НМС                  | НМС                  | 0 / 2       | 6–2         | 75%         |
| Поб–пор на м. т.         | 0–0                  | 0–0                  | 0–0                  | 0–1                  | 0–3                  | 0–4                  | 9–9                  | 14–6  | 6–4                  | 8–6                  | 0–1                  | 2–2                  | 0 / 36      | 39–36       | 52%         |
| Пласман на крају године  | 1037                 | 547                  | 294                  | 89                   | 74                   | 29                   | 21                   | 9     | 83                   | 36                   | 95                   | 478                  | 4.024.686 $ | 4.024.686 $ | 4.024.686 $ |

### Парови
| Година                  | 1999. | 2000. | 2001. | 2002. | 2003. | 2004. | 2005. | 2006. | 2007. | 2008. | 2009. | 2010. | О/И         | Поб–пор     | %           |
| ----------------------- | ----- | ----- | ----- | ----- | ----- | ----- | ----- | ----- | ----- | ----- | ----- | ----- | ----------- | ----------- | ----------- |
| Гренд слем турнири      |       |       |       |       |       |       |       |       |       |       |       |       |             |             |             |
| ОП Аустралије           | Н     | Н     | Н     | Н     | Н     | 2К    | 1К    | Н     | Н     | Н     | Н     | Н     | 0 / 2       | 1–2         | 33%         |
| Ролан Гарос             | Н     | Н     | Н     | Н     | Н     | 3K    | Н     | Н     | Н     | Н     | Н     | Н     | 0 / 1       | 2–1         | 67%         |
| Вимблдон                | Н     | Н     | Н     | Н     | 1K    | Н     | Н     | Н     | Н     | Н     | Н     | Н     | 0 / 1       | 0–1         | 0%          |
| ОП САД                  | Н     | Н     | Н     | Н     | ЧФ    | 1K    | 2K    | Н     | Н     | Н     | Н     | Н     | 0 / 3       | 4–3         | 57%         |
| Поб–пор на г. с.        | 0–0   | 0–0   | 0–0   | 0–0   | 3–2   | 3–3   | 1–2   | 0–0   | 0–0   | 0–0   | 0–0   | 0–0   | 0 / 7       | 7–7         | 50%         |
| Репрезентација          |       |       |       |       |       |       |       |       |       |       |       |       |             |             |             |
| Олимпијске игре         | НО    | 1К    | НО    | НО    | НО    | ПФ-Б  | НО    | НО    | НО    | Н     | НО    | НО    | 0 / 2       | 3–2         | 60%         |
| Екипно првенство        | Н     | Н     | Н     | Н     | Н     | Н     | Н     | П     | Н     | Н     | Н     | Н     | 1 / 1       | 1–0         | 100%        |
| Дејвис куп              | Г1    | Г2    | ПО    | Н     | ЧФ    | 1К    | П     | ЧФ    | 1К    | ПО    | ПФ    | Н     | 1 / 6       | 8–2         | 80%         |
| Поб–пор                 | 0–0   | 0–1   | 0–0   | 0–0   | 0–0   | 4–2   | 4–0   | 2–0   | 0–1   | 1–0   | 1–0   | 0–0   | 2 / 9       | 12–4        | 75%         |
| АТП Мастерс 1000 серија |       |       |       |       |       |       |       |       |       |       |       |       |             |             |             |
| Индијан Велс            | Н     | Н     | Н     | Н     | 1К    | Н     | 1К    | 1К    | Н     | Н     | Н     | 1К    | 0 / 4       | 0–4         | 0%          |
| Мајами                  | Н     | Н     | Н     | Н     | Н     | Н     | Н     | ЧФ    | Н     | Н     | Н     | Н     | 0 / 1       | 2–1         | 67%         |
| Монте Карло             | Н     | Н     | Н     | Н     | Н     | Н     | ЧФ    | Н     | Н     | Н     | Н     | Н     | 0 / 1       | 2–1         | 67%         |
| Канада                  | Н     | Н     | Н     | Н     | Н     | Н     | Н     | Н     | Н     | ЧФ    | Н     | Н     | 0 / 1       | 2–1         | 67%         |
| Синсинати               | Н     | Н     | Н     | Н     | Н     | Н     | 1К    | Н     | Н     | Н     | Н     | Н     | 0 / 1       | 0–1         | 0%          |
| Хамбург                 | Н     | Н     | Н     | Н     | Н     | Н     | ПФ    | Н     | Н     | Н     | НМС   | НМС   | 0 / 1       | 3–1         | 75%         |
| Поб–пор на м. т.        | 0–0   | 0–0   | 0–0   | 0–0   | 0–1   | 0–0   | 5–4   | 2–2   | 0–0   | 2–1   | 0–0   | 0–1   | 0 / 9       | 9–9         | 50%         |
| Пласман на крају године | 1357  | 831   | 365   | 251   | 76    | 112   | 76    | 89    | –     | 135   | 697   | 219   | 4.024.686 $ | 4.024.686 $ | 4.024.686 $ |

## Достигнућа у области права
Анчић је дипломирани правник, који је свој дипломски рад одбранио на Универзитету у Сплиту 14. априла 2008. Свој рад о праву и тенису „АТП листа — јуче, данас и сутра” је представљао 45 минута пред публиком од 300 људи, укључујући студенте и професоре правног програма, чланове Хрватског олимпијског одбора, спортских функционера, породице и пријатеља, описујући правне темеље и организацију АТП.